# Los molinos de los dioses
La expresión los molinos de los dioses, también utilizada como los molinos de Dios,  se refiere a la noción de una retribución divina lenta pero segura, tanto premio como castigo.

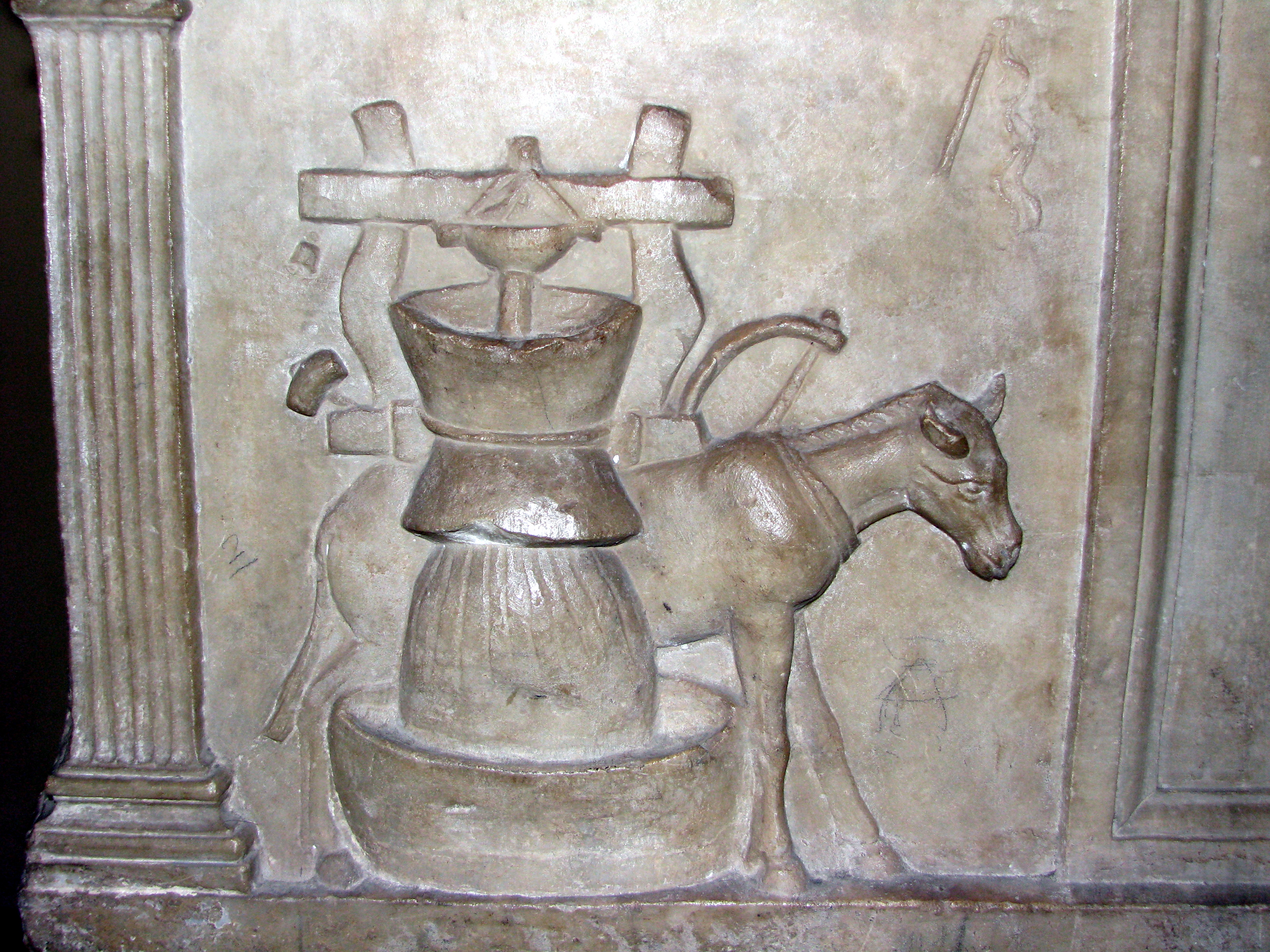
Representación de la época romana de un molino harinero impulsado por animales.

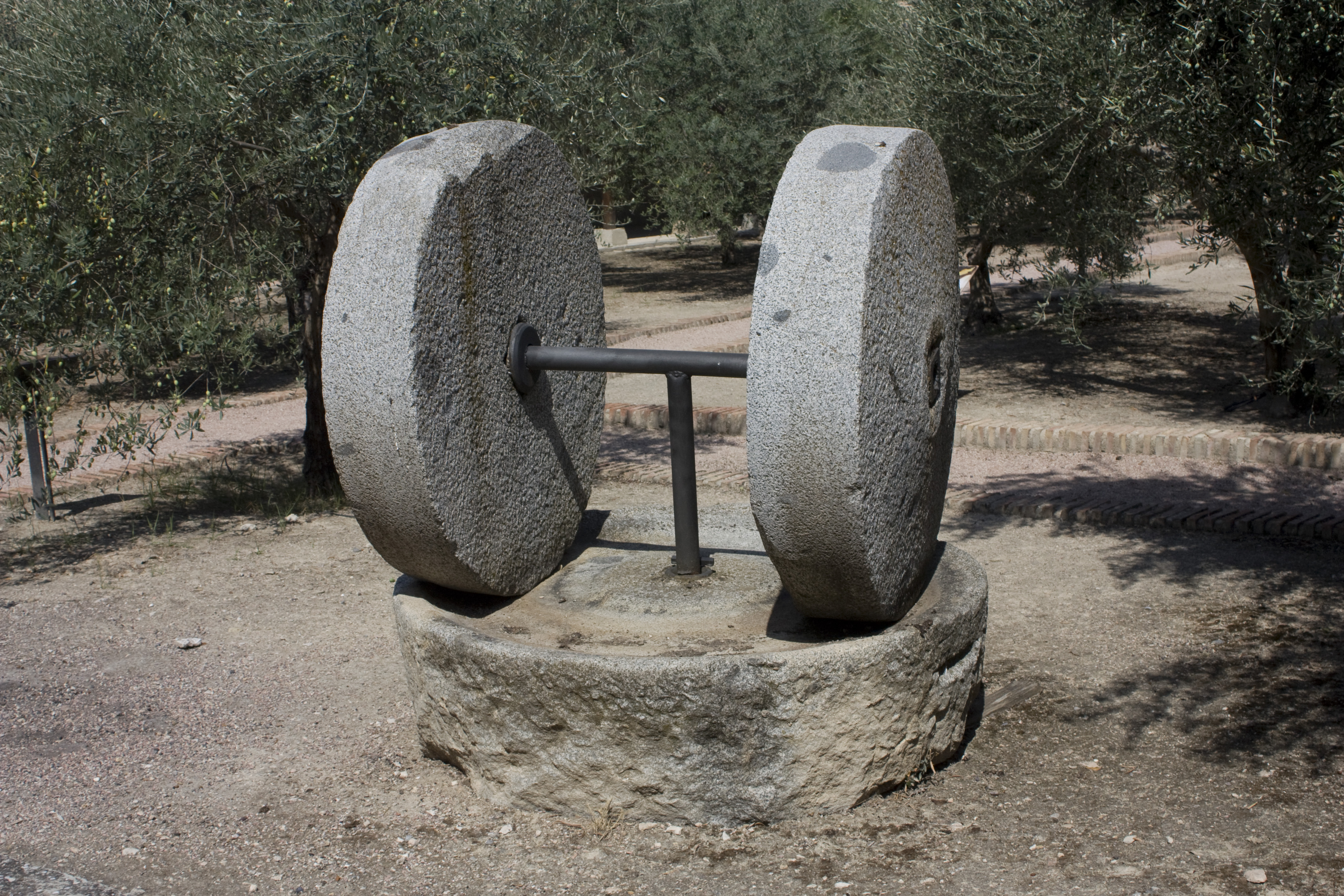
Un molino de borde con dos muelas. Katherine Maltwood retrató un diseño similar en su bronce, El molino de Diós (1918), que se inspiró en el sufrimiento de la Gran Guerra.

## Uso en la antigüedad
En algún caso erróneamente atribuida a Homero, la primera fuente reconocida de la expresión fue realizada por Sexto Empírico.

Ὀψὲ θεῶν ἀλέουσι μύλοι, ἀλέουσι δὲ λεπτά 
 Los molinos de los dioses muelen despacio pero muelen fino

Plutarco alude a la metáfora como un adagio, de uso habitual en la época, en su Moralia (De sera numinis vindicta, «Sobre el retraso de la venganza divina»):

Por ello, no veo qué provecho hay en esos molinos de los dioses que, según el dicho, muelen tarde y hacen a la justicia invisible y al temor del vicio ineficaz.

Celso invocó la misma expresión en su Discurso verdadero contra los cristianos defendiendo el concepto de falta ancestral, Celso supuestamente citó a «un sacerdote de Apolo o de Zeus»:

Ὀψὲ, φησι, θεῶν ἀλέουσι μύλοι, κἆϛ παίδων παῖδας τοί κεν μετόπισθε γένωνται.
Los molinos de los dioses muelen lentamente incluso para los niños de los niños y para los que nacen después de ellos.

En los Oráculos sibilinos aparece como Sed mola postremo pinset divina farinam, «pero el molino divino al fin molerá la harina».

## Uso moderno
Erasmo de Rotterdam, en su obra Adagios de 1500, tradujo a Plutarco como Sero molunt deorum molae, siendo a partir de entonces de uso habitual en el mundo anglosajón y germano.
- George Herbert la incluyó en su obra Jacula Prudentum (1652): God's mill grinds slow but sure, El molino de Dios muele lento pero seguro.
- Friedrich von Logau, en su obra Sinngedichte (c. 1654), compuso una variante extendida del dicho bajo el título Göttliche Rache (retribución divina): Gottes Mühlen mahlen langsam, mahlen aber trefflich klein, ob aus Langmut er sich säumet, bringt mit Schärf 'er alles ein.: Aunque los molinos de Dios muelen lentamente; sin embargo muelen muy poco; aunque con paciencia está esperando, con exactitud lo muele todo.
- La traducción de la obra de von Logau al inglés, realizada por Henry Wadsworth Longfellow, es la más reconocida en el entorno cultural anglosajón: Though the mills of God grind slowly; Yet they grind exceeding small; Though with patience He stands waiting, With exactness grinds He all.,[9] Aunque los molinos de Dios muelen lentamente, sin embargo muelen muy poco; aunque si con paciencia está esperando, con exactitud lo muele todo.
- La expresión es utilizada, entre otras muchas obras, por Arthur Conan Doyle en su obra Estudio en escarlata, por Agatha Christie en su novela Navidades trágicas, o por W. Somerset Maugham en The Moon and Sixpence.

Durante la Segunda Guerra Mundial, tanto Winston Churchill como Franklin D. Roosevelt citarón la versión de Longfellow cuando se trató el tema de las represalias a la Alemania nazi por el exterminio judío.[cita requerida]